# 기티 파산드 이스파한 FSC
기티 파산드 이스파한 FSC는 이란의 풋살 선수단이다.

## 우승 기록
- 이란 풋살 슈퍼리그
  - 우승(1): 2012-13
  - 준우승(3): 2010-11, 2011-12, 2013-14

- AFC 풋살 클럽 챔피언십
  - 우승(1): 2012
  - 준우승(1): 2013